# Дністровський каскад ГЕС

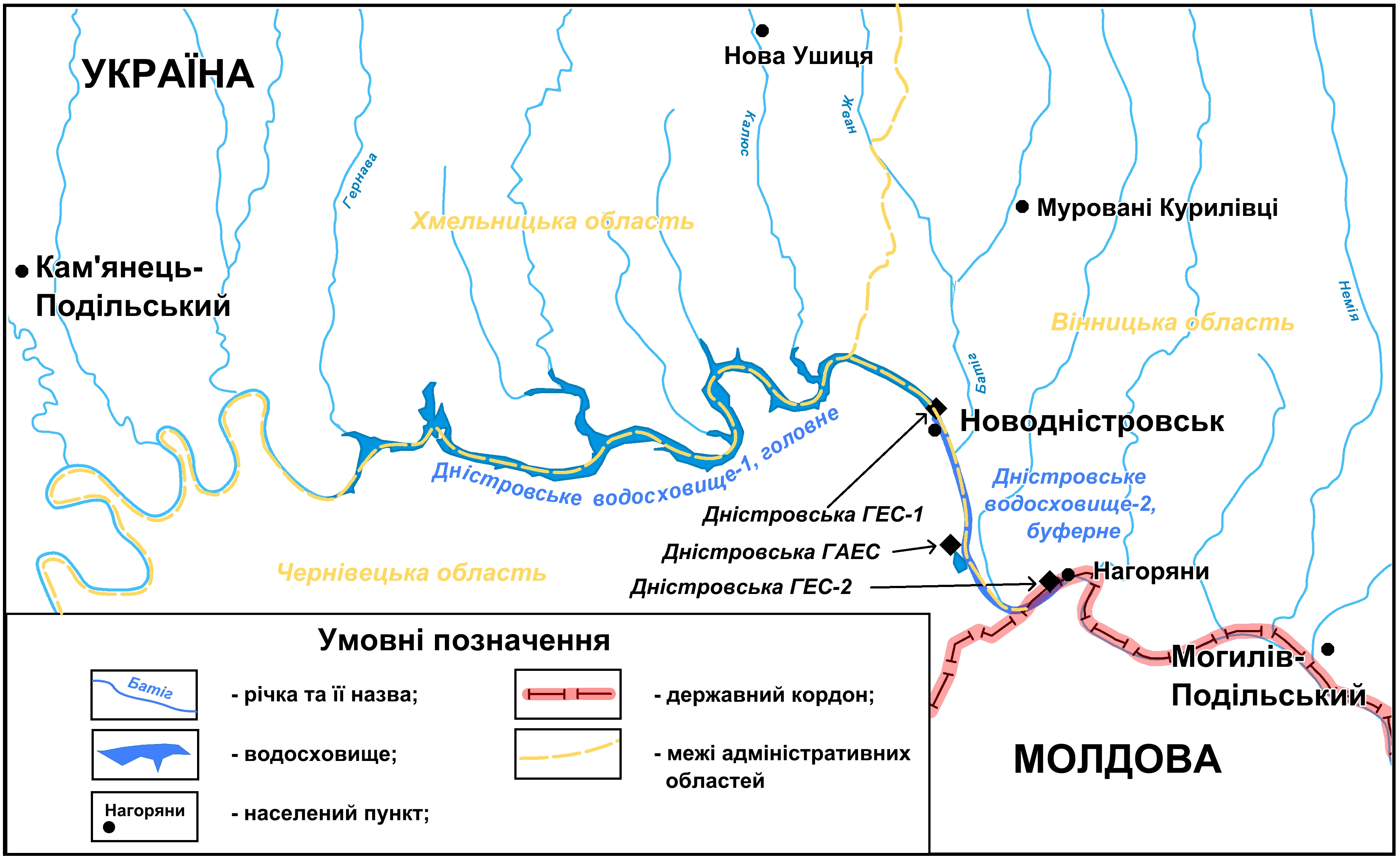
Дністровські ГЕС-1, ГЕС-2, ГАЕС на р. Дністер

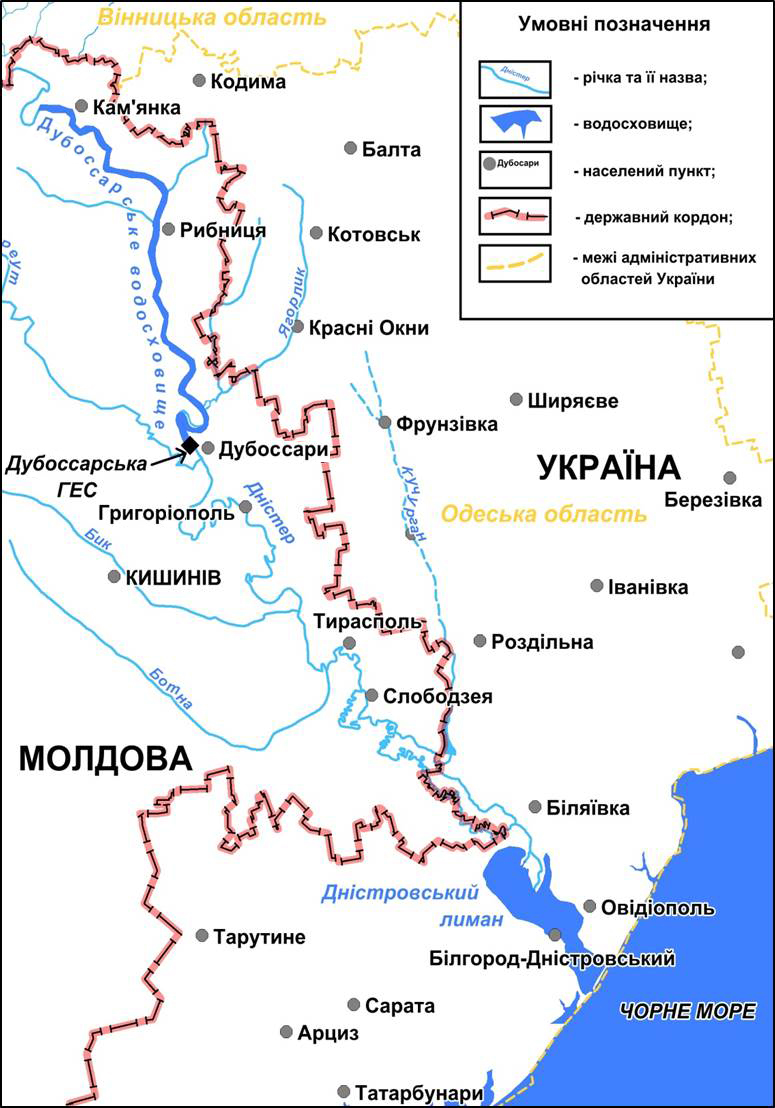
Дубоссарська ГЕС на р. Дністер.

Дністровський каскад ГЕС — комплекс ГЕС і ГАЕС у річковому басейні Дністра реалізований у формі гідроенергетичного каскаду.
Сумарна потужність станцій становить 1115 МВт, а вироблення первинної електроенергії перевищує 1126 млн кВт·год.
У каскад входять такі електростанції:
- Дністровська ГЕС-1 — належить ПрАТ «Укргідроенерго».
- Дністровська ГЕС-2 — належить ПАТ «Дністровська ГАЕС».
- Дністровська ГАЕС — належить ВАТ «Укргідроенерго».
- Дубоссарська ГЕС — належить ГУП «Дубоссарська ГЕС».

## Верхньодністровський каскад
У 2016 році з'явилися плани щодо будівництва каскаду з шести гідроелектростанцій. Запланована сумарна потужність цих шести ГЕС — 390 МВт. Суто адміністративно проєкт зачепить три області: Івано-Франківську (1 ГЕС), Тернопільську (4 ГЕС) та Чернівецьку (1 ГЕС).
У 2018 році компанія «Укргідроенерго» почала роботи зі створення до 6 штучних водойм для ГЕС середньої потужності в басейні Верхнього Дністра. Зараз вона розпочала вишукувальні роботи.
Компанія повідомила, що попередньо розглядаються наступні адміністративні одиниці для можливого будівництва ГЕС:
- Тлумацький район, село Вістря;
- Городенківський район, 3,5 км вище села Монастирок;
- Заліщицький район — села Литячі, Брідок, місто Заліщики;
- Борщівський район, село Устя.

За результатами вишукувань та техніко-економічних розрахунків кількість ГЕС, їх розташування, висота гребель і розміри водосховищ можуть бути змінені.

## Судноплавство
На початку XX століття активно пророблялася спроба поєднати каналами річки Дністер та Віслу і таким чином дати можливість річковому флоту функціонувати в басейнах Балтійського та Чорного морів.